# Денисенко Володимир Терентійович
Володи́мир Тере́нтійович Денисе́нко (7 січня 1930 , Медвин, Білоцерківська округа  — 10 червня 1984 , Київ ) — український радянський кінорежисер, сценарист та педагог. Лавреат Шевченківської премії 1979 року за стрічку «Женці». Народний артист УРСР (1983).
Чоловік української кіноакторки Наталії Наум. Батько акторів Тараса та Олександра Денисенків.

## Життєпис
Володимир Денисенко народився 7 січня 1930 року в селі Медвин на Київщині. Дід Володимира Денисенка — Яків Гордійович Денисенко мав водяний млин на річці Хоробра, яка протікає через Медвин. У часи Української революцію був активним учасником повстанського руху — «міністром оборони» Медвинської республіки.

Дідусь Володимира Денисенка Яків Гордійович та бабуся Гафія Михайлівна

Батько Володимира Денисенка — Терентій Якович, після придушення повстання більшовиками змушений був тікати з Медвина. Восени 1920 року перебрався до Києва, вступив до політехнічного інституту, одружився з випускницею Київського медінституту Лесею Курилко із Переяслава. По закінченні інституту працював гірничим інженером на різних підприємствах: каолінових заводах у Глухівцях та Турбові на Вінниччині, головним інженером каолінового заводу в селищі Просяна на Донеччині. Часто переїздив — плутав сліди, бо відчував холодне дихання каральних органів за медвинські справи.
У 1931—1941 роках Володимир Денисенко зі своїми батьками мешкав у Харкові, де їх застає війна. Батько йде на фронт, а мати з сином їдуть у Медвин. Лише восени 1944 року пішов до п'ятого класу Медвинської середньої школи, оскільки під час німецької окупації не було змоги це зробити.
Після поверненням батька з війни сім'я переїздить до Києва, де Володимир Денисенко екстерном закінчує київську чоловічу середню школу № 49 та готується до вступу до театрального інституту. Мати Володимира — Олександра Костянтинівна, працювала завідувачкою фізіотерапії у Жовтневій лікарні, її заступницею була сестра Олександра Довженка Поліна. За її рекомендацією Володимир Денисенко їде до Москви вступати до ВДІКу. Але через відсутність грошей і харчів Володя, змучений голодом, змушений був урвати складання іспитів і повернувся на дахові вагону назад до Києва. Цього ж року вступив на акторський факультет Київського театрального інституту ім. І. Карпенка-Карого. За успіхи у навчанні та гарні сценічні роботи, у 1948 році, Володимира Денисенка обрали до ради Наукового студентського товариства, дали сталінську стипендію та перевели на режисерський факультет.
Після закінчення II курсу, у 1949 році, Володимир Денисенко за участь у підпільній організації Молода Україна ОУН-УПА заарештований і приречений трійкою нквс (орган позасудової репресії в ссср) до розстрілу. Після благань матері В. Денисенка Лесі Курилко, яка працювала лікарем в Жовтневій лікарні і лікувала начальника обласного нквс, вирок до розстрілу замінили на 10 років строгих виправних таборів. Покарання відбував у В'ятлагу (стаття 54 — за «український буржуазний націоналізм»). 27 березня 1953 року, після смерті сталіна, був звільнений без закриття трійкою справи. До кінця життя так і не був реабілітований. (Див.: Центральний державний архів громадських об'єднань України, ф.263, оп.1, спр.66942.)
Після звільнення з великими труднощами відновився на режисерському факультеті (на курсі Мар'яна Крушельницького). У 1956 році закінчив режисерський факультет КДІТМ ім. І. Карпенка-Карого.
Закінчивши інститут поїхав стажуватися у Москву до Олександра Довженка. Був асистентом по акторах у фільмі «Поема про море». У Москві познайомився з акторкою Наталією Наум — своєю майбутньою дружиною.
1957 року — асистент режисера кінострічки «Дорогою ціною» Марка Донського.
З 1959 року — викладач Київського державного інституту театрального мистецтва ім. І. Карпенка-Карого. 1961 — вступив до КПРС. Від 1980 року доцент кафедри режисури кіно і телебачення.
Помер на 55-му році життя 10 червня 1984 року. Похований разом з родиною на Байковому кладовищі в Києві (ділянка № 33, 50°25′2.92″ пн. ш. 30°30′4.75″ сх. д. / 50.4174778° пн. ш. 30.5013194° сх. д.).

## Вшанування пам'яті
2013 року син Володимира Денисенка Олександр зняв документальний фільм про батька під назвою «Денисія. Світи Володимира Денисенка». Того ж року видала книгу спогадів «Чуєш, брате мій!» сестра режисера Галина Денисенко.

## Творчість
Творчість Денисенка була гостросоціальною та безкомпромісною. Створені ним фільми висвітлювали проблеми сучасності, правдиво відтворювали історичні події, звеличували людину, поважаючи її пошуки та прагнення.

### Фільмографія
| Рік  | Назва (укр.)             | Режисер    | Сценарист  | Примітки |
| ---- | ------------------------ | ---------- | ---------- | --- |
| 1981 | «Високий перевал»        | Green tick | Green tick | |
| 1978 | «Женці»                  | Green tick | Green tick | Премія «За яскраве відображення на екрані проблем життя сучасного села», XII ВКФ, Ашхабад (1979); Головний приз V РКФ «Людина праці на екрані», Ворошиловград (1980) |
| 1976 | «Дніпровський вітер»     | Green tick | Green tick | Телефільм, за новелою Олеся Гончара «Чарикомиші» |
| 1973 | «Повість про жінку»      | Green tick |            | |
| 1971 | «Осяяння»                | Green tick | Green tick | |
| 1969 | «Важкий колос»           | Green tick | Green tick | |
| 1968 | «На Київському напрямку» | Green tick | Green tick | |
| 1968 | «Совість»                | Green tick | Green tick | Уперше продемонстрована у 1991 році на Першому ВКФ в Києві, де отримала Приз журі кінокритиків.                                                                      |
| 1964 | «Сон»                    | Green tick | Green tick | |
| 1962 | «Мовчать тільки статуї»  | Green tick |            | |
| 1960 | «Роман і Франческа»      | Green tick |            | |
| 1959 | «Солдатка»               | Green tick | Green tick | |

## Звання та нагороди
- 1979 — лауреат Всесоюзного кінофестивалю.
- 1979 — Державна премія УРСР ім. Т. Шевченка за художній фільм «Женці».
- 1982 — лауреат Всесоюзного кінофестивалю.
- 1983 — Народний артист УРСР.